# Deschampsia sukatschewii
Deschampsia sukatschewii — вид трав'янистих рослин родини тонконогові (Poaceae), поширений у найпівнічніших землях Європи, Азії, Північної Америки й Ґренландії.

## Таксономічні примітки
Це бореальний і арктичний вид з трьома підвидами: Deschampsia sukatschewii subsp. sukatschewii, Deschampsia sukatschewii subsp. orientalis, Deschampsia sukatschewii subsp. borealis. Рослини характеризуються, наприклад, листками вузькими й часто згорнутими з гладкою верхньою поверхнею, колосками маленькими. Для D. sukatschewii повідомляється як диплоїдна (2n = 26), триплоїдна (2n = 39) і тетраплоїдна (2n = 52), а також кілька чисел між цими рівнями.

## Опис
Це багаторічні трав'янисті рослини, які формують щільні або просторі часто великі купини, завдяки розгалуженням листових піхв (тобто без пагонів). Стебла прямі, гладкі й голі. Основи стебел пагонів щільно оточені блідими, солом'яного кольору піхвами листя.
Одиниці суцвіття Poaceae — колоски, майже завжди численні в волотях або колосовидих суцвіттях. Колоски складаються з 2-х лусок (приквітки для колоска) і одної або кількох квіток. Квітки містять леми (нижні квіткові луски) і верхні квіткові луски.
Суцвіття — відкриті волоті. Приквітки (луски й леми) з закругленими спинками. Колоскові луски вузьколанцетні, загострені, блискучі, білі або світло-золотисто-жовті напівпрозорі без або з фіолетовою серединною частиною. Леми ланцетні, блискучі, голі, з остюком. Верхні квіткові луски сильно зменшені або відсутні. Пиляки добре розвинені, а іноді й зморщені. Плоди — однонасінні сім'янки.

## Відтворення
Статеве розмноження насінням. Дуже локальне вегетативне поширення шляхом фрагментації дифузних купин, особливо в щільних, вологих мохових килимках. Вітрозапильний вид. Немає особливої адаптації до розповсюдження плодів, але остюк може прилипнути до тварин.

## Поширення
Вид поширений у найпівнічніших землях Європи, Азії, Північної Америки й Ґренландії.
Трапляється у неглибоких болотах чи болотистих місцях, як правило, постійно вологих, але не постійно затоплених. Росте на дуже дрібнозернистих, вапняних субстратах.